# Георг Фішлер
Георг Фішлер (нім. Georg Fischler) — австрійський саночник, олімпійський  медаліст, призер чемпіонатів світу, чемпіон та призер чемпіонатів Європи.
На Пхьончханській олімпіаді 2018 року  Фішлер разом із своїм постійним партнером Петером Пенцом виборов  дві медалі: срібну за друге місце в змаганнях двійок та бронзову за третє місце у змішаній естафеті.

## Виноски
1. ↑  (unspecified title) — Міжнародна федерація санного спорту.
2. ↑  Doubles results (PDF). Архів оригіналу (PDF) за 28 лютого 2018. Процитовано 17 квітня 2018.
3. ↑  Team relay results (PDF). Архів оригіналу (PDF) за 28 лютого 2018. Процитовано 17 квітня 2018.